# Rolex Paris Masters 2019
Rolex Paris Masters 2019 — тенісний турнір, що проходив на кортах з твердим покриттям у місті Paris, Франція з  28 жовтня. Належав до категорії ATP Tour Masters 1000.

## Фінальна частина

### Одиночний розряд
Новак Джокович —  Денис Шаповалов 6–3, 6–4

### Парний розряд
П'єр-Юг Ербер /  Ніколя Маю —  Карен Хачанов /  Андрій Рубльов 6–4, 6–1